# كبيرات الأجنحة
كبيرات الأجنحة أو سادِلات الأجنحة (الاسم العلمي: Megaloptera) وهي رتبة من الحشرات. تضم الفصائل الفرعية ذباب دوبسون وذباب جار الماء والذباب السمكي [الإنجليزية] مع أكثر من 300 نوع معروف.
كانت كبيرات الأجنحة تعتبر فيما سبق جزءًا من مجموعة تسمى عصبيات الأجنحة، مثلها في ذلك مثل الحشرة شبكية الجناح والذباب الثعباني، ولكنها الآن تعتبر بشكلٍ عام رتبًا منفصلة حيث تشير عصبيات الأجنحة إلى شبكيات الأجنحة وعائلاتها (والتي كانت تسمى في السابق باسم بلانيبينيا). وعلى الرغم من ذلك فإن عصبيات الأجنحة، وخاصةً مجموعة شبكيات الأجنحة، ترتبط ببعضهما البعض ارتباطًا وثيقًا والاسم الجديد لهذه المجموعة هو نيوروبتريدا. ويمكن وضع هذه المجموعة ضمن تصنيف رتبة فرعية مع الحشرات داخلية الأجنحة التي هي جزء منها، وبذلك تصبح الفرع الحيوى الأعلى بلا رتبة، أو يمكن الإبقاء على الحشرات داخلية الأجنحة كرتبة فرعية على أن تظل عصبيات الأجنحة غير المصنفة جزءًا منها ولكن بلا رتبة. وتعتبر الخنافس ضمن الحشرات داخلية الأجنحة وهي أقرب العائلات الحية من الفرع الحيوي لعصبيات الأجنحة .
تعد كبيرات الأجنحة مجموعة غير معروفة نسبيًا من الحشرات وذلك بسب قصر عمر البالغين منها والقدرة البالغة ليرقاتالمائيةعلى تحمل التلوث (وبالتالي لا يجدهم السباحون عادةً إلخ.)، إضافة إلى عاداتها العامة مثل النشاط في فترة الشفق أو النشاط الليلي. إلا أنه في أمريكا تعد ذباب دبسون معروفة بشكلٍ جيد؛ وذلك لأن الذكور لديهم فكوك قوية تشبه الأنياب. وعلى الرغم من مظهرها المخيف فإنها نادرًا ما تكون ضارة للإنسان، أو غيره من الكائنات الحية الأخرى مثلها في ذلك مثل ريش الطاووس الذي لا يؤدي غرضًا غير إثارة الإناث والتمكن منهن أثناء التزاوج. الهيلجراميت هي يرقات ذبابة دوبسون والتي يتم استخدامها للصيد باستخدام الصنارة والصيد باستخدام بالطعم في شمال أمريكا.

## التشريح ودورة الحياة
يشبة البالغون من عائلة كبيرات الأجنحة شبكيات الأجنحة فيما عدا وجود منطقة مثنية على الأجنحة الخلفية تساعدها على ثني بطنها. كما أن لديها فكوكًا قوية و جزء الفم التي تساعد على المضغ على الرغم من أن الكثير من الفصائل لا تأكل مثل البالغين. كما أن لديها عيونا مركبة كبيرة وبعض الفصائل لديها عين بسيطة. والأجنحة كبيرة ومتساوية.
تضع الإناث الآلاف من البيض في كتلة واحدة على النباتات العالقة بالمياه. وتعتبر كبيرات الأجنحة من الأشكال الأساسية كاملة التحول في الحشرات. هناك فروق أقل بين أشكال اليرقات وأشكال البالغين من كبيرات الأجنحة وتعد هذه الفروق أقل من أي رتبةٍ أخرى من الحشرات ذات التحول الكامل الحشرات؛ و اليرقات المائية حيث تعيش في المياه المتجددة التي يعيش فيها البالغون أيضًا. وتعتبر اليرقات آكلة اللحوم حيث تمتلك مخالب قوية تستخدمها لصيد الحشرات المائية الأخرى. كما يوجد لديها رؤوس كبيرة وأجسام طويلة. ويوجد بالبطن أعداد من الخيوط الرفيعة والرقيقة والتي يمكن أن تتضمن في بعض الفصائل خياشيم ويوجد في القطاع الأخير من البطن زوجان من أرجل أمامية أو لاحقة تشبه الذيل.
وتنمو اليرقات ببطء وتستغرق سنوات عديدة لتصل إلى المرحلة اليرقية الأخيرة. وعندما تصل اليرقات إلى مرحلة البلوغ، تزحف نحو الأرض لتتحول إلى حشرة في التربة الرطبة أو تحت الأخشاب. ومن الغريب أن تكون تلك الحشرة الناشئة قادرة على الحركة وأن يكون لديها فكوك عريضة تستطيع أن تستخدمها للدفاع عن نفسها ضد الحيوانات المفترسة. أما البالغون الذين يعيشون لفترة قصيرة فهم يخرجون من مرحلة التحول إلى حشرة إلى التزاوج مباشرةً - وكثير من الفصائل لا تأخذ نصيبها من الغذاء مثل البالغين ولا تحيا سوى أيام قليلة أو ربما ساعات.
أ

## التطور
وبعيداً عن عائلات، توجد بعض الفصائل في كبيرات الأجنحة تعرف باسم الحفريات.وبعض هذه الحفريات تحتل وضع الأساس:
- الجنس Corydasialis (أحياناً يعتبر وحيد النوع عائلة Corydasialidae[5])
- عائلةParasialidae (غالباً شبه عرقية)
- عائلة Euchauliodidae